# جائزة الشخصية الشجاعة

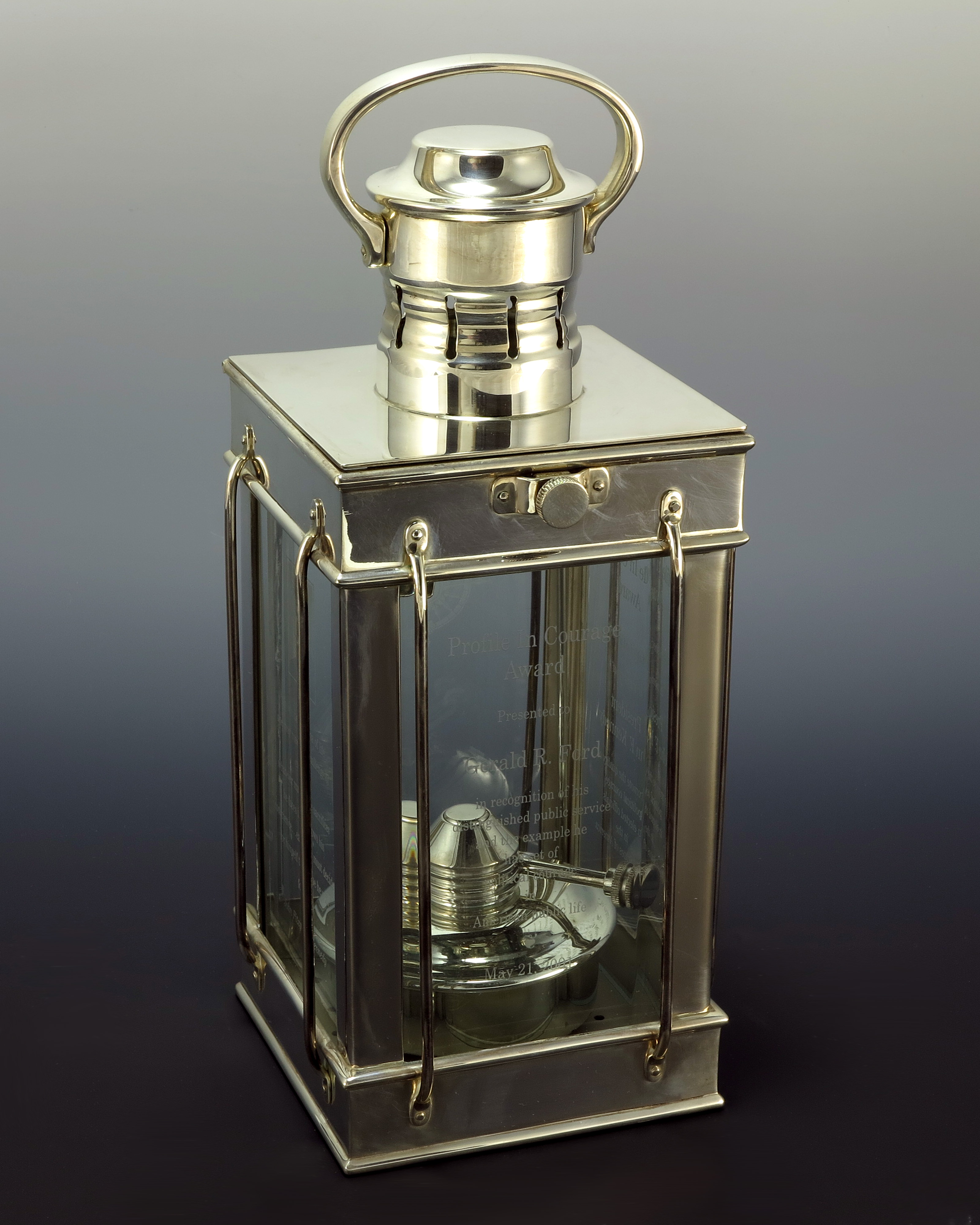
جائزة الشخصية في الشجاعة التي قدمها تيد كينيدي إلى جيرالد فورد في عام 2001

جائزة الشخصية الشجاعة (بالإنجليزية: Profile in Courage Award)‏ هي جائزة خاصة تُمنح لتكريم عروض الشجاعة المشابهة لتلك التي وصفها جون ف. كينيدي في الأصل في كتابه الصادر عام 1956، ملامح في الشجاعة. يتم منحها للأفراد (المسؤولين المنتخبين غالبًا) الذين، من خلال التصرف وفقًا لضميرهم، يخاطرون بحياتهم المهنية أو حياتهم من خلال متابعة رؤية أكبر للمصلحة الوطنية أو الحكومية أو المحلية في معارضة الرأي العام أو الضغط من الناخبين أو غيرهم الإهتمامات.يتم اختيار الفائزين بالجائزة من قبل لجنة تسمى مؤسسة مكتبة جون إف كينيدي، والتي تضم أعضاء من عائلة كينيدي وأميركيين بارزين آخرين. يتم منحها بشكل عام كل عام في وقت قريب من عيد ميلاد جون كينيدي (29 مايو) في حفل أقيم في مكتبة كينيدي في بوسطن. يتم تقديم الجائزة بشكل عام من قبل ابنة جون كنيدي، كارولين. قبل وفاتهم أيضًا، كان من بين مقدمي العروض الآخرين تيد شقيق جون كينيدي وابنه جون جونيور وزوجته جاكلين.
تم تكريم اثنين، جون لويس (في عام 2001) وويليام وينتر (في عام 2008)، كمكرمين لإنجاز مدى الحياة.

## الجائزة
يسلم الفائز فانوس من الفضة الإسترليني من صنع تيفاني والذي صممه إدوين شلوسبرج. تم تصميم الفانوس على غرار الفوانيس الموجودة في دستور يو إس إس كونستيتيوشن والتي تم إطلاقها في عام 1797. وهي آخر سفينة تعمل بالطاقة الشراعية تظل جزءًا من البحرية الأمريكية، وهي ترسو بشكل دائم في مكان قريب.

## وصلات خارجية
- الموقع الرسمي
، مع قائمة المكرمين